# Рийи-Сент-Сир
Рийи́-Сент-Сир (фр. Rilly-Sainte-Syre) — коммуна во Франции, находится в регионе Шампань — Арденны. Департамент — Об. Входит в состав кантона Мери-сюр-Сен. Округ коммуны — Ножан-сюр-Сен.
Код INSEE коммуны — 10320.
Коммуна расположена приблизительно в 130 км к востоку от Парижа, в 65 км юго-западнее Шалон-ан-Шампани, в 19 км к северо-западу от Труа.

## Население
Население коммуны на 2008 год составляло 250 человек.
| 1962 | 1968 | 1975 | 1982 | 1990 | 1999 | 2008 |
| ---- | ---- | ---- | ---- | ---- | ---- | ---- |
| 218  | 218  | 228  | 230  | 242  | 216  | 250  |

## Экономика
В 2007 году среди 150 человек в трудоспособном возрасте (15—64 лет) 102 были экономически активными, 48 — неактивными (показатель активности — 68,0 %, в 1999 году было 74,8 %). Из 102 активных работали 96 человек (49 мужчин и 47 женщин), безработных было 6 (1 мужчина и 5 женщин). Среди 48 неактивных 5 человек были учениками или студентами, 25 — пенсионерами, 18 были неактивными по другим причинам.